# Het Wilhelmus
Het Wilhelmus (lit. "O Guilherme") é o hino nacional dos Países Baixos, o mais antigo hino nacional em uso no mundo — embora a letra do Kimi Ga Yo, hino nacional do Japão (e não sua música) seja originária do século IX. Apesar de não ter sido reconhecido como hino nacional oficial do país até 1932, sempre foi popular entre parte da população neerlandesa e surgiu, em diferentes ocasiões ao longo da história do país, como hino nacional até adquirir seu status atual.
Como muitos hinos, o Het Wilhelmus se originou com a luta da nação para conquistar sua independência. Sua letra fala sobre Guilherme de Orange (Willem van Oranje), sua vida e sobre o porquê dele estar combatendo Filipe, rei da Espanha. É escrito na primeira pessoa, como se fosse cantado pelo próprio Guilherme, que é o "eu" — ick, no neerlandês antigo — da primeira estrofe, "Den Coninck van Hispaengien heb ick altijt gheeert" ("o Rei da Espanha eu sempre honrei"). Este trecho se refere à lealdade inicial das principais figuras da Revolta Holandesa, os condes de De Montmorency ("Hoorne") e Lamoral ("Egmond"), ambos executados, e do sobrevivente, o Príncipe de Orange (Guilherme), ao rei espanhol Filipe II e sua alegação de que se opunham unicamente a alguns exageros cometidos durante o domínio espanhol sobre os Países Baixos. Estas objeções estavam relacionadas principalmente à cobrança de impostos, à opressão política e às perseguições religiosas.
O texto e a melodia da canção são surpreendentemente pacíficos para um hino nacional; o Wilhelmus deriva seu nome da primeira palavra da canção, enquanto a introdução original do texto no Geuzenliedboek' falava de "uma nova canção cristã" ("een nieu Christelijck Liedt"). 

## História
A letra foi escrita entre 1568 e 1572, em homenagem a Guilherme I, Príncipe de Orange (também conhecido como Guilherme de Nassau), durante a revolta neerlandesa contra os espanhóis, a Guerra dos 80 anos.
Quando os Países Baixos se tornaram uma monarquia em 1815, a música não foi escolhida para ser o hino nacional porque estava ligada ao partido político que apoiava a Casa de Orange-Nassau. Entretanto sua popularidade nunca diminuiu, e o povo a considerava como sendo o hino de verdade dos Países Baixos. Em 10 de maio de 1932 ela foi finalmente oficializada, substituindo a música Wien Neêrlands bloed door d'aderen vloeit, de Hendrik Tollens.
Wilhelmus van Nassouwe é o mais antigo hino nacional do mundo.
O texto completo tem 15 estrofes. O hino é um acróstico, já que as primeiras letras de cada estrofe forma o nome "Willem van Nassov".

## Versão curta
Em cerimônias formais, usualmente apenas a primeira estrofe é cantada. Às vezes a sexta estrofe é cantada também, junto com a primeira.
Esta é a primeira estrofe no original, usando a ortografia holandesa moderna:
Wilhelmus van Nassauwe

ben ik, van Duitsen bloed,

den vaderland getrouwe

blijf ik tot in den dood.

Een Prince van Oranje

ben ik, vrij onverveerd,

den Koning van Hispanje

heb ik altijd geëerd.

Traduzir esta estrofe é difícil, pois quase todas as linhas têm várias interpretações possíveis. Eis uma tradução crua, baseada na tradução da versão inglesa deste artigo. Atentar para a palavra "Duitsen" que significa "Alemão" e não "Holandês" (Nederlandsen) como muitos traduzem.
Guilherme de Nassau,

Eu sou, de sangue alemão

Leal à pátria-mãe

Serei até morrer

Um príncipe de Orange

Eu sou, livre e sem medo

O rei da Espanha

Eu sempre honrei

A sexta estrofe, que às vezes é cantada, também, é a que segue:
Mijn schild ende betrouwen

zijt Gij, o God mijn Heer

op U zo wil ik bouwen

Verlaat mij nimmermeer

Dat ik doch vroom mag blijven

uw dienaar t'aller stond

de tirannie verdrijven

die mij mijn hart doorwondt

Eis uma tradução possível.
Meu escudo e lealdade

És Tu, oh Senhor Meu Deus

Sobre Ti construirei

Nunca Me abandones

Para que eu continue forte

Teu servo sempre

Afastar a tirania

Que apunhala meu coração

## Versão completa
Wilhelmus van Nassouwe

ben ik, van Duitsen bloed,

den vaderland getrouwe

blijf ik tot in den dood.

Een Prince van Oranje

ben ik, vrij onverveerd,

den Koning van Hispanje

heb ik altijd geëerd.

In Godes vrees te leven

heb ik altijd betracht,

daarom ben ik verdreven,

om land, om luid gebracht.

Maar God zal mij regeren

als een goed instrument,

dat ik zal wederkeren

in mijnen regiment.

Lijdt u, mijn onderzaten

die oprecht zijt van aard,

God zal u niet verlaten,

al zijt gij nu bezwaard.

Die vroom begeert te leven,

bidt God nacht ende dag,

dat Hij mij kracht zal geven,

dat ik u helpen mag.

Lijf en goed al te samen

heb ik u niet verschoond,

mijn broeders hoog van namen

hebben 't u ook vertoond:

Graaf Adolf is gebleven

in Friesland in den slag,

zijn ziel in 't eeuwig leven

verwacht den jongsten dag.

Edel en hooggeboren,

van keizerlijken stam,

een vorst des rijks verkoren,

als een vroom christenman,

voor Godes woord geprezen,

heb ik, vrij onversaagd,

als een held zonder vreden

mijn edel bloed gewaagd.

Mijn schild ende betrouwen

zijt Gij, o God mijn Heer,

op U zo wil ik bouwen,

Verlaat mij nimmermeer.

Dat ik doch vroom mag blijven,

uw dienaar t'aller stond,

de tirannie verdrijven

die mij mijn hart doorwondt.

Van al die mij bezwaren

en mijn vervolgers zijn,

mijn God, wil doch bewaren

den trouwen dienaar dijn,

dat zij mij niet verassen

in hunnen bozen moed,

hun handen niet en wassen

in mijn onschuldig bloed.

Als David moeste vluchten

voor Sauel den tiran,

zo heb ik moeten zuchten

als menig edelman.

Maar God heeft hem verheven,

verlost uit alder nood,

een koninkrijk gegeven

in Israël zeer groot.

Na 't zuur zal ik ontvangen

van God mijn Heer dat zoet,

daarnaar zo doet verlangen

mijn vorstelijk gemoed:

dat is, dat ik mag sterven

met eren in dat veld,

een eeuwig rijk verwerven

als een getrouwen held.

Niet doet mij meer erbarmen

in mijnen wederspoed

dan dat men ziet verarmen

des Konings landen goed.

Dat u de Spanjaards krenken,

o edel Neerland zoet,

als ik daaraan gedenke,

mijn edel hart dat bloedt.

Als een prins opgezeten

met mijner heireskracht,

van den tiran vermeten

heb ik den slag verwacht,

die, bij Maastricht begraven,

bevreesde mijn geweld;

mijn ruiters zag men draven

zeer moedig door dat veld.

Zo het den wil des Heren

op dien tijd had geweest,

had ik geern willen keren

van u dit zwaar tempeest.

Maar de Heer van hierboven,

die alle ding regeert,

die men altijd moet loven,

en heeft het niet begeerd.

Zeer christlijk was gedreven

mijn prinselijk gemoed,

standvastig is gebleven

mijn hart in tegenspoed.

Den Heer heb ik gebeden

uit mijnes harten grond,

dat Hij mijn zaak wil redden,

mijn onschuld maken kond.

Oorlof, mijn arme schapen

die zijt in groten nood,

uw herder zal niet slapen,

al zijt gij nu verstrooid.

Tot God wilt u begeven,

zijn heilzaam woord neemt aan,

als vrome christen leven,-

't zal hier haast zijn gedaan.

Voor God wil ik belijden

en zijner groten macht,

dat ik tot genen tijden

den Koning heb veracht,

dan dat ik God den Heere,

der hoogsten Majesteit,

heb moeten obediëren

in der gerechtigheid.